# Лавровый лист
Лавро́вый лист — листья лавра благородного, использующиеся в кулинарии как пряность.

## Применение
В первые блюда лавровый лист добавляют за 5 минут до окончания их приготовления, во вторые блюда — за 10. По окончании приготовления блюда лавровый лист из блюда удаляют, что некоторые объясняют желанием избежать появления горечи. На самом деле лавровый лист удаляют потому, что он не жуётся, а в готовом блюде не должно быть несъедобных составляющих. Порошок из лаврового листа добавляют в готовые соусы температурой до 40 °C. Лавровый лист добавляют в консервы.